# Сражение у Казани (1774)
Сражение за Казань — сражения Крестьянской войны 1773—1775 годов, произошедшие 12 (23) июля — 15 (26) июля 1774 года у Казани, и окончившиеся сокрушительным поражением повстанцев от правительственных войск.

## История события
12 (23) июля армия Е. И. Пугачёва вступила в Казань и приступила к осаде казанского кремля, в котором укрылись остатки жителей и гарнизона. В том числе и начальник артиллерийского гарнизона А.И. Родионов, который был убит в тот же день. Город подвергся погрому, бо́льшая часть зданий была уничтожена или разграблена.
На помощь осаждённым вскоре подошёл отряд под командованием подполковника И. И. Михельсона численностью около тысячи человек. Вечером 12 (23) июля на Арском поле состоялось первое сражение, после которого повстанцы отступили и начали готовиться к решающему бою, доведя численность своего войска до 25 тысяч человек. Тем не менее, 15 (26) июля нестройные ряды наступающих повстанцев были без труда рассеяны регулярными частями Михельсона, усиленными отрядом в 150 чел. из казанского гарнизона П. С. Потемкина, и обращены в бегство. Кроме того среди 3 тысяч убитых пугачевцев был опознан один из приближенных Пугачева, атаман Иван Грязнов. Этот разгром фактически оставил Пугачёва без армии, поскольку в его распоряжении остались лишь несколько сотен повстанцев, с которыми он бежал на правый берег Волги.
Продолжая преследование повстанцев, отряд Михельсона в следующий раз столкнулся с ними в районе Солениковой ватаги.